# نيك برول
نيك برول (بالإنجليزية: Nick Bruel)‏ هو كاتب للأطفال وكاتب أمريكي، ولد في 9 ديسمبر 1978 في تاريتاون في الولايات المتحدة.

## وصلات خارجية
- الموقع الرسمي